# Etheria elliptica
Etheria
Genre
Espèce
Statut de conservation UICN

LC : Préoccupation mineure
Etheria est un genre de mollusques bivalves d'eau douce de la famille des Etheriidae et de l'ordre des Unionoida. Le genre est représenté par une espèce unique Etheria elliptica, qu'on trouve en Afrique et à Madagascar.

## Présentation
Etheria elliptica est décrite par Lamarck en 1807 ; elle vit près du Nil, du lac Tanganyika et du lac Victoria, ainsi qu'au Tchad, en république démocratique du Congo, au Niger, au Sénégal et en Angola,,.
Etheria se trouve en tant que fossile paléontologique, notamment près du lac Turkana avec des spécimens âgés de 3 à 5 millions d'années. Elle apparaît au Miocène dans le nord-est de ce qui est de nos jours la république démocratique du Congo.